# Parafia św. Barbary w Łuszczowie
Parafia św. Barbary w Łuszczowie – parafia rzymskokatolicka w Łuszczowie Pierwszym, należąca do archidiecezji lubelskiej i dekanatu Lublin – Podmiejski. Została erygowana w 1742 roku. W parafii znajduje się kościół parafialny, kaplica pod wezwaniem Miłosierdzia Bożego w Łuszczowie Kolonii oraz cmentarz parafialny. 
Parafię prowadzą księża diecezjalni. Proboszczem od 2005 roku jest ks. Janusz Stępniak.

## Zasięg parafii
Do parafii należą wierni z następujących miejscowości: Łuszczów Pierwszy, Łuszczów Drugi, Łuszczów-Kolonia, Łuszczów